# Gamu Tasaka
Gamu Tasaka (japanisch 田阪 我夢 Tasaka Gamu; * 17. Juli 1999 in der Präfektur Hyōgo) ist ein japanischer Fußballspieler.

## Karriere
Gamu Tasaka erlernte das Fußballspielen in der Schulmannschaft der Kaishi Gakuen Japan Soccer College High School. Seinen ersten Profivertrag unterschrieb er am 9. Januar 2019 bei Albirex Niigata (Singapur). Der Verein, ein Ableger des japanischen Zweitligisten Albirex Niigata, spielte in der höchsten singapurischen Liga, der Singapore Premier League. Sein Erstligadebüt gab Gamu Tasaka am 30. Juni 2019 (15. Spieltag) im Heimspiel gegen den Warriors FC. Hier wurde er in der 84. Minute für den verletzten Shuhei Sasahara eingewechselt. Albirex gewann das Spiel mit 1:0. Für Albirex stand er zweimal in der ersten Liga auf dem Spielfeld.
Seit dem 1. Januar 2020 ist Gamu Tasaka vertrags- und vereinslos.